# Fehéroroszország a 2004. évi nyári olimpiai játékokon
Fehéroroszország a görögországi Athénban megrendezett 2004. évi nyári olimpiai játékok egyik részt vevő nemzete volt. Az országot az olimpián 22 sportágban 151 sportoló képviselte, akik összesen 13 érmet szereztek.

## Érmesek
| Érem  | Versenyző                        | Sportág       | Versenyszám                  |
| ----- | -------------------------------- | ------------- | ---------------------------- |
| Arany | Julija Nyeszcjarenka             | Atlétika      | Női 100 m                    |
| Arany | Ihar Makarav                     | Cselgáncs     | Férfi félnehézsúly           |
| Ezüst | Kacjarina Karszten               | Evezés        | Női egypárevezős             |
| Ezüst | Mahamed Ariphadzsijev            | Ökölvívás     | Félnehézsúly                 |
| Ezüst | Viktar Zujev                     | Ökölvívás     | Nehézsúly                    |
| Ezüst | Andrej Ribakov                   | Súlyemelés    | Férfi 85 kg                  |
| Ezüst | Hanna Bacjuska                   | Súlyemelés    | Női 63 kg                    |
| Bronz | Vjacsaszlav Makaranka            | Birkózás      | Férfi kötöttfogás, 84 kg     |
| Bronz | Julija Bicsik Natallja Helah     | Evezés        | Női kormányos nélküli kettes |
| Bronz | Raman Pjatrusenka Vadzim Mahnyev | Kajak-kenu    | Férfi kajak kettes 500 m     |
| Bronz | Natallja Cilinszkaja             | Kerékpározás  | Női egyéni időfutam          |
| Bronz | Szjarhej Martinav                | Sportlövészet | Férfi sportpuska, fekvő      |
| Bronz | Taccjana Sztukalava              | Súlyemelés    | Női 63 kg                    |

## Asztalitenisz
Férfi
| Versenyző            | Versenyszám | 64-es főtábla     | 48-as főtábla     | 32-es főtábla                                                | Nyolcaddöntő                                                   | Negyeddöntő       | Elődöntő          | Döntő             | Helyezés |
| Versenyző            | Versenyszám | Ellenfél Eredmény | Ellenfél Eredmény | Ellenfél Eredmény                                            | Ellenfél Eredmény                                              | Ellenfél Eredmény | Ellenfél Eredmény | Ellenfél Eredmény | Helyezés |
| -------------------- | ----------- | ----------------- | ----------------- | ------------------------------------------------------------ | -------------------------------------------------------------- | ----------------- | ----------------- | ----------------- | -------- |
| Uladzimir Szamszonav | Egyes       |                   |                   | Lucjan Błaszczyk (POL) · 11-5, 5-11, 12-10, 8-11, 11-4, 11-9 | Leung Chu Yan (HKG) · 7-11, 11-6, 9-11, 11-6, 5-11, 11-7, 8-11 | kiesett           | kiesett           | kiesett           | 9.       |

Női
| Versenyző                                | Versenyszám | 64-es főtábla     | 48-as főtábla     | 32-es főtábla                                                                                          | Nyolcaddöntő                                            | Negyeddöntő       | Elődöntő          | Döntő             | Helyezés |
| Versenyző                                | Versenyszám | Ellenfél Eredmény | Ellenfél Eredmény | Ellenfél Eredmény                                                                                      | Ellenfél Eredmény                                       | Ellenfél Eredmény | Ellenfél Eredmény | Ellenfél Eredmény | Helyezés |
| ---------------------------------------- | ----------- | ----------------- | ----------------- | --- | ------------------------------------------------------- | ----------------- | ----------------- | ----------------- | -------- |
| Viktorija Pavlavics                      | Egyes       |                   |                   | Nanthana Khamvong (THA) · 11-4, 11-6, 9-11, 11-3, 7-11, 11-1                                           | Boros Tamara (CRO) · 5-11, 8-11, 11-9, 8-11, 11-6, 7-11 | kiesett           | kiesett           | kiesett           | 9.       |
| Taccjana Lohackaja Veranyika Pavlavics   | Páros       |                   |                   | Tajvan (TPE) · Huang I-Hua · Lu Yun-Feng · 12-10, 12-10, 7-11, 11-7, 12-14, 9-11, 7-11                 | kiesett                                                 | kiesett           | kiesett           | kiesett           | 17.      |
| Taccjana Kasztramina Viktorija Pavlavics | Páros       |                   |                   | Olaszország (ITA) · Nikoleta Stefanova · Wenling Tan Monfardini · 7-11, 12-10, 13-11, 5-11, 7-11, 7-11 | kiesett                                                 | kiesett           | kiesett           | kiesett           | 17.      |

## Atlétika
Férfi
| Versenyző          | Versenyszám     | Eredmény      | Helyezés      |
| ------------------ | --------------- | ------------- | ------------- |
| Azat Rakipov       | Maraton         | nem ért célba | nem ért célba |
| Javhen Miszjulja   | 20 km gyaloglás | 1:25:10       | 19.           |
| Andrej Talaska     | 20 km gyaloglás | 1:29:36       | 35.           |
| Ivan Trocki        | 20 km gyaloglás | 1:25:53       | 23.           |
| Andrej Szcepancsuk | 50 km gyaloglás | 3:59:32       | 19.           |

| Versenyző              | Versenyszám   | Selejtező | Selejtező | Döntő    | Döntő    |
| Versenyző              | Versenyszám   | Eredmény  | Helyezés  | Eredmény | Helyezés |
| ---------------------- | ------------- | --------- | --------- | -------- | -------- |
| Aljakszej Ljasznyicsi  | Magasugrás    | kizárták  | kizárták  | kizárták | kizárták |
| Henadz Maroz           | Magasugrás    | 225 cm    | 13.*      | kiesett  | kiesett  |
| Aljakszandr Hlavacki   | Hármasugrás   | 16,18 m   | 34.       | kiesett  | kiesett  |
| Dmitrij Valukevics     | Hármasugrás   | 16,32 m   | 30.       | kiesett  | kiesett  |
| Jurij Bjalov           | Súlylökés     | 20,06 m   | 11.       | 20,34 m  | 6.       |
| Pavel Lizsin           | Súlylökés     | 19,60 m   | 17.       | kiesett  | kiesett  |
| Andrej Mihnyevics      | Súlylökés     | 20,11 m   | 9.        | 20,60 m  | 5.       |
| Leanyid Cserevko       | Diszkoszvetés | 57,98 m   | 27.       | kiesett  | kiesett  |
| Vaszil Kapcjuh         | Diszkoszvetés | 63,04 m   | 8.        | 65,10 m  | 4.       |
| Aljakszandr Malasevics | Diszkoszvetés | 58,45 m   | 23.       | kiesett  | kiesett  |
| Ihar Asztapkovics      | Kalapácsvetés | 76,88 m   | 7.        | 76,22 m  | 9.       |
| Vadzim Dzevjatovszki   | Kalapácsvetés | 76,72 m   | 10.       | 78,82 m  | 4.       |
| Ivan Cihan             | Kalapácsvetés | kizárták  | kizárták  | kizárták | kizárták |

| Versenyző              | Versenyszám | 100 m | 100 m | Távolugrás | Távolugrás | Súlylökés | Súlylökés | Magasugrás | Magasugrás | 400 m | 400 m | 110 m gát | 110 m gát | Diszkoszvetés | Diszkoszvetés | Rúdugrás | Rúdugrás | Gerelyhajítás | Gerelyhajítás | 1500 m  | 1500 m | Végeredmény | Végeredmény |
| Versenyző              | Versenyszám | Idő   | Pont  | Eredmény   | Pont       | Eredmény  | Pont      | Eredmény   | Pont       | Idő   | Pont  | Idő       | Pont      | Eredmény      | Pont          | Eredmény | Pont     | Eredmény      | Pont          | Idő     | Pont   | Pont        | Helyezés    |
| ---------------------- | ----------- | ----- | ----- | ---------- | ---------- | --------- | --------- | ---------- | ---------- | ----- | ----- | --------- | --------- | ------------- | ------------- | -------- | -------- | ------------- | ------------- | ------- | ------ | ----------- | ----------- |
| Aljakszandr Parhomenka | Tízpróba    | 11,14 | 830   | 661 cm     | 723        | 15,69 m   | 832       | 203 cm     | 831        | 51,04 | 767   | 14,88     | 864       | 41,90 m       | 703           | 480 cm   | 849      | 65,82 m       | 826           | 4:37,94 | 693    | 7918        | 20.         |

Női
| Versenyző                                                                          | Versenyszám     | Előfutam | Előfutam | Előfutam | Negyeddöntő | Negyeddöntő | Negyeddöntő | Elődöntő | Elődöntő | Elődöntő | Döntő   | Döntő    |
| Versenyző                                                                          | Versenyszám     | Idő      | Hely.    | Össz.    | Idő         | Hely.       | Össz.       | Idő      | Hely.    | Össz.    | Idő     | Helyezés |
| ---------------------------------------------------------------------------------- | --------------- | -------- | -------- | -------- | ----------- | ----------- | ----------- | -------- | -------- | -------- | ------- | -------- |
| Julija Nyeszcjarenka                                                               | 100 m           | 10,94    | 1.       | 1.       | 10,99       | 1.          | 1.          | 10,92    | 1.       | 1.       | 10,93   |          |
| Natallja Szafronnyikava                                                            | 200 m           | 23,28    | 4.       | 30.      | 23,63       | 8.          | 30.         | kiesett  | kiesett  | kiesett  | kiesett | kiesett  |
| Szvjatlana Uszovics                                                                | 400 m           | 51,37    | 2.       | 17.      |             |             |             | 51,42    | 6.       | 14.      | kiesett | kiesett  |
| Volha Kravcova                                                                     | 5000 m          | 15:44,01 | 13.      | 26.      |             |             |             |          |          |          | kiesett | kiesett  |
| Alena Hinyko                                                                       | 20 km gyaloglás |          |          |          |             |             |             |          |          |          | 1:30:22 | 9.       |
| Marharita Turava                                                                   | 20 km gyaloglás |          |          |          |             |             |             |          |          |          | 1:29:39 | 4.       |
| Valjancina Cibulszkaja                                                             | 20 km gyaloglás |          |          |          |             |             |             |          |          |          | 1:31:49 | 15.      |
| Julija Nyeszcjarenka Natallja Szafronnyikava Alena Nyevmjarzsickaja Akszana Drahun | 4 × 100 m váltó | 43,06    | 5.       | 7.       |             |             |             |          |          |          | 42,94   | 5.       |
| Natallja Szalahub Irina Hljusztava Ilona Uszovics Szvjatlana Uszovics              | 4 × 400 m váltó | 3:27,38  | 6.       | 9.       |             |             |             |          |          |          | kiesett | kiesett  |

| Versenyző            | Versenyszám   | Selejtező | Selejtező | Döntő    | Döntő           |
| Versenyző            | Versenyszám   | Eredmény  | Helyezés  | Eredmény | Helyezés        |
| -------------------- | ------------- | --------- | --------- | -------- | --------------- |
| Natallja Szafronava  | Hármasugrás   | 14,52 m   | 15.       | 14,22 m  | 13.             |
| Natallja Haranyeka   | Súlylökés     | 18,52 m   | 8.        | 18,96 m  | 5.              |
| Nadzeja Asztapcsuk   | Súlylökés     | 19,69 m   | 1.        | 19,01 m  | 4.              |
| Irina Jatcsanka      | Diszkoszvetés | 63,04 m   | 7.        | 66,17 m  | utólag kizárták |
| Elina Zverava        | Diszkoszvetés | 60,63 m   | 15.       | kiesett  | kiesett         |
| Marija Szmaljacskova | Kalapácsvetés | 65,68 m   | 25.       | kiesett  | kiesett         |
| Szvjatlana Szudak    | Kalapácsvetés | 64,42 m   | 31.       | kiesett  | kiesett         |
| Volha Cander         | Kalapácsvetés | 69,61 m   | 9.        | 72,27 m  | 6.              |
| Natallja Simcsuk     | Gerelyhajítás | 51,23 m   | 41.       | kiesett  | kiesett         |

| Versenyző            | Versenyszám | 100 m gát | 100 m gát | Magasugrás | Magasugrás | Súlylökés        | Súlylökés        | 200 m            | 200 m            | Távolugrás       | Távolugrás       | Gerelyhajítás    | Gerelyhajítás    | 800 m            | 800 m            | Végeredmény   | Végeredmény   |
| Versenyző            | Versenyszám | Idő       | Pont      | Eredmény   | Pont       | Eredmény         | Pont             | Idő              | Pont             | Eredmény         | Pont             | Eredmény         | Pont             | Idő              | Pont             | Pont          | Helyezés      |
| -------------------- | ----------- | --------- | --------- | ---------- | ---------- | ---------------- | ---------------- | ---------------- | ---------------- | ---------------- | ---------------- | ---------------- | ---------------- | ---------------- | ---------------- | ------------- | ------------- |
| Natallja Szazanovics | Hétpróba    | 13,73     | 1017      | 173 cm     | 891        | nem állt rajthoz | nem állt rajthoz | nem állt rajthoz | nem állt rajthoz | nem állt rajthoz | nem állt rajthoz | nem állt rajthoz | nem állt rajthoz | nem állt rajthoz | nem állt rajthoz | nem ért célba | nem ért célba |

* - egy másik versenyzővel azonos eredményt ért el

## Birkózás

### Férfi
Kötöttfogású
| Versenyző             | Versenyszám | Csoportkör                                                              | Csoportkör | Negyeddöntő                      | Elődöntő                   | Bronz- mérkőzés             | Döntő             | Helyezés |
| Versenyző             | Versenyszám | Ellenfél Eredmény                                                       | Hely.      | Ellenfél Eredmény                | Ellenfél Eredmény          | Ellenfél Eredmény           | Ellenfél Eredmény | Helyezés |
| --------------------- | ----------- | ----------------------------------------------------------------------- | ---------- | -------------------------------- | -------------------------- | --------------------------- | ----------------- | -------- |
| Aljakszandr Kikinyov  | 74 kg       | C csoport · Reto Bucher (SUI) · 2-3 · Szaj Jincsija (CHN) · 3-5         | 3.         | kiesett                          | kiesett                    | kiesett                     | kiesett           | 15.      |
| Vjacsaszlav Makaranka | 84 kg       | A csoport · Levon Gegamjan (ARM) · 3-0 · Andrea Minguzzi (ITA) · TUS    | 1.         | Mohamed Abd El-Fatah (EGY) · DSQ | Alekszej Misin (RUS) · 0-6 | Hamza Yerlikaya (TUR) · 2-1 |                   |          |
| Szjarhej Listvan      | 96 kg       | A csoport · Gogi Koguasvili (RUS) · 0-5 · Martin Lidberg (SWE) · 4-0 PA | 2.         | kiesett                          | kiesett                    | kiesett                     | kiesett           | 12.      |
| Andrej Csehavszkaj    | 120 kg      | C csoport · Haszan Barojev (RUS) · 0-3 · David Vála (CZE) · 0-3         | 3.         | kiesett                          | kiesett                    | kiesett                     | kiesett           | 18.      |

Szabadfogású
| Versenyző           | Versenyszám | Csoportkör | Csoportkör | Negyeddöntő                      | Elődöntő          | Bronz- mérkőzés   | Döntő             | Helyezés |          |
| Versenyző           | Versenyszám | Ellenfél Eredmény                                                                                               | Hely.      | Ellenfél Eredmény                | Ellenfél Eredmény | Ellenfél Eredmény | Ellenfél Eredmény | Helyezés |          |
| ------------------- | ----------- | --- | ---------- | -------------------------------- | ----------------- | ----------------- | ----------------- | -------- | -------- |
| German Kontojev     | 55 kg       | E csoport · Olekszandr Zaharuk (UKR) · 3-4 · Bauirzsan Orazgalijev (KAZ) · 4-1                                  | 2.         | kiesett                          | kiesett           | kiesett           | kiesett           | 15.      |          |
| Murad Hajdarav      | 74 kg       | E csoport · Salvatore Rinella (ITA) · 4-2 · Ali Abdo (AUS) · 10-0                                               | 1.         | Buvajszar Szajtyijev (RUS) · 2-3 | kizárták          | kizárták          | kizárták          | kizárták | kizárták |
| Szjarhej Borcsanka  | 84 kg       | B csoport · Cael Sanderson (USA) · 1-9 · Magomed Kuruglijev (KAZ) · 2-1                                         | 2.         | kiesett                          | kiesett           | kiesett           | kiesett           | 14.      |          |
| Aljakszandr Samarav | 96 kg       | B csoport · Fatih Çakıroğlu (TUR) · 3-1 · Tüvsintörín Enhtujá (MGL) · 5-0                                       | 2.         | Hadzsimurat Gacalov (RUS) · 0-3  | kiesett           | kiesett           | kiesett           | 7.       |          |
| Barisz Hrinkevics   | 120 kg      | F csoport · Alirezá Rezáji (IRI) · 0-7 · Bozsidar Bojadzsiev (BUL) · 1-5 · Gelegdzsamcín Öszöhbajar (MGL) · 0-6 | 4.         | kiesett                          | kiesett           | kiesett           | kiesett           | 17.      |          |

### Női
Szabadfogású
| Versenyző   | Versenyszám | Csoportkör                                                                 | Csoportkör | Elődöntő                                    | Bronz- mérkőzés                      | Döntő             | Helyezés |
| Versenyző   | Versenyszám | Ellenfél Eredmény                                                          | Hely.      | Ellenfél Eredmény                           | Ellenfél Eredmény                    | Ellenfél Eredmény | Helyezés |
| ----------- | ----------- | -------------------------------------------------------------------------- | ---------- | ------------------------------------------- | ------------------------------------ | ----------------- | -------- |
| Volha Hilko | 63 kg       | C csoport · Lise Golliot-Legrand (FRA) · 1-7 · Natalja Ivanova (TJK) · 4-1 | 2.         | 5–8. helyért · Aljona Kartasova (RUS) · 4-1 | 5. helyért · Viola Yanik (CAN) · 2-5 |                   | 6.       |

PA - visszalépett (birói döntéssel 0-4)

DSQ - kizárták

## Cselgáncs
Férfi
| Versenyző          | Versenyszám   | Selejtező         | 32-es főtábla                       | Nyolcaddöntő                    | Negyeddöntő                         | Elődöntő                             | Vigaszág első kör                      | Vigaszág negyeddöntő             | Vigaszág elődöntő | Bronz- mérkőzés   | Döntő                           | Helyezés    |
| Versenyző          | Versenyszám   | Ellenfél Eredmény | Ellenfél Eredmény                   | Ellenfél Eredmény               | Ellenfél Eredmény                   | Ellenfél Eredmény                    | Ellenfél Eredmény                      | Ellenfél Eredmény                | Ellenfél Eredmény | Ellenfél Eredmény | Ellenfél Eredmény               | Helyezés    |
| ------------------ | ------------- | ----------------- | ----------------------------------- | ------------------------------- | ----------------------------------- | ------------------------------------ | -------------------------------------- | -------------------------------- | ----------------- | ----------------- | ------------------------------- | ----------- |
| Szjarhej Novikav   | Légsúly       |                   | Oliver Gussenberg (GER) · 0100-1010 | kiesett                         | kiesett                             | kiesett                              |                                        |                                  |                   |                   |                                 | helyezetlen |
| Anatol Larukov     | Könnyűsúly    |                   | I Vonhi (KOR) · 0011-0021           |                                 |                                     |                                      | Jimmy Pedro (USA) · 0000-0001          | kiesett                          | kiesett           | kiesett           |                                 | helyezetlen |
| Szjarhej Sundzikav | Váltósúly     |                   | Ramziddin Sayidov (UZB) · 1111-0011 | Mehman Əzizov (AZE) · 0001-0010 | kiesett                             | kiesett                              |                                        |                                  |                   |                   |                                 | helyezetlen |
| Szjarhej Kuharenka | Középsúly     |                   | Izumi Hirosi (JPN) · 0000-1000      |                                 |                                     |                                      | Dionísziosz Iliádisz (GRE) · 1021-0000 | Eduardo Costa (ARG) · 0100-1000  | kiesett           | kiesett           |                                 | helyezetlen |
| Ihar Makarav       | Félnehézsúlyú |                   | Aszhat Zsitkejev (KAZ) · 1010-0010  | Timo Peltola (FIN) · 0200-0000  | Iveri Dzsikurauli (GEO) · 0011-0001 | Elco van der Geest (NED) · 0011-0001 |                                        |                                  |                   |                   | Csang Szongho (KOR) · 0101-0020 |             |
| Jurij Ribak        | Nehézsúly     |                   | Orlando Baccino (ARG) · 1001-0000   | Pan Szung (CHN) · 0210-0000     | Szuzuki Keidzsi (JPN) · 0100-1011   |                                      |                                        | Andreas Tölzer (GER) · 0000-1000 | kiesett           | kiesett           |                                 | helyezetlen |

Női
| Versenyző          | Versenyszám | Selejtező         | Nyolcaddöntő                          | Negyeddöntő       | Elődöntő          | Vigaszág első kör                  | Vigaszág negyeddöntő       | Vigaszág elődöntő | Bronz- mérkőzés   | Döntő             | Helyezés    |
| Versenyző          | Versenyszám | Ellenfél Eredmény | Ellenfél Eredmény                     | Ellenfél Eredmény | Ellenfél Eredmény | Ellenfél Eredmény                  | Ellenfél Eredmény          | Ellenfél Eredmény | Ellenfél Eredmény | Ellenfél Eredmény | Helyezés    |
| ------------------ | ----------- | ----------------- | ------------------------------------- | ----------------- | ----------------- | ---------------------------------- | -------------------------- | ----------------- | ----------------- | ----------------- | ----------- |
| Taccjana Maszkvina | Légsúly     |                   | Frédérique Jossinet (FRA) · 0000-1000 |                   |                   | Sonya Chervonsky (AUS) · 1000-0000 | Kao Feng (CHN) · 0000-0200 | kiesett           | kiesett           |                   | helyezetlen |

## Evezés
Férfi
| Versenyző                                                                 | Versenyszám   | Előfutam | Előfutam | Vigaszág | Vigaszág | Elődöntő | Elődöntő | Elődöntő | Döntő | Döntő   | Döntő | Helyezés |
| Versenyző                                                                 | Versenyszám   | Idő      | Hely.    | Idő      | Hely.    | Típus    | Idő      | Hely.    | Típus | Idő     | Hely. | Helyezés |
| ------------------------------------------------------------------------- | ------------- | -------- | -------- | -------- | -------- | -------- | -------- | -------- | ----- | ------- | ----- | -------- |
| Valerij Radzevics Sztanyiszlav Scsarbacsenya Pavel Surmej Andrej Pljaskov | Négypárevezős | 5:46,80  | 3.       |          |          | A/B      | 5:44,70  | 3.       | A     | 6:09,33 | 6.    | 6.       |

Női
| Versenyző                                                   | Versenyszám              | Előfutam | Előfutam | Vigaszág | Vigaszág | Elődöntő | Elődöntő | Elődöntő | Döntő | Döntő   | Döntő | Helyezés |
| Versenyző                                                   | Versenyszám              | Idő      | Hely.    | Idő      | Hely.    | Típus    | Idő      | Hely.    | Típus | Idő     | Hely. | Helyezés |
| ----------------------------------------------------------- | ------------------------ | -------- | -------- | -------- | -------- | -------- | -------- | -------- | ----- | ------- | ----- | -------- |
| Kacjarina Karszten                                          | Egypárevezős             | 7:45,22  | 1.       |          |          | A/B      | 7:31,91  | 1.       | A     | 7:22,04 | 1.    |          |
| Julija Bicsik Natallja Helah                                | Kormányos nélküli kettes | 7:27,73  | 1.       |          |          |          |          |          | A     | 7:09,86 | 3.    |          |
| Marija Brel Taccjana Narelik Volha Bereznyeva Marija Varona | Négypárevezős            | 6:20,72  | 3.       | 6:29,04  | 6.       |          |          |          | B     | 6:54,02 | 2.    | 7.       |

## Íjászat
Férfi
| Versenyző      | Versenyszám | Selejtező | Selejtező | 64-es főtábla                           | 32-es főtábla                       | Nyolcaddöntő                     | Negyeddöntő       | Elődöntő          | Döntő             | Helyezés |
| Versenyző      | Versenyszám | Pont      | Kiemelt   | Ellenfél Eredmény                       | Ellenfél Eredmény                   | Ellenfél Eredmény                | Ellenfél Eredmény | Ellenfél Eredmény | Ellenfél Eredmény | Helyezés |
| -------------- | ----------- | --------- | --------- | --------------------------------------- | ----------------------------------- | -------------------------------- | ----------------- | ----------------- | ----------------- | -------- |
| Anton Prilepov | Egyéni      | 638       | 45.       | Simon Fairweather (AUS) (20.) · 141-137 | Tasi Peldzsor (BHU) (52.) · 155-152 | Pak Kjongmo (KOR) (4.) · 166-173 | kiesett           | kiesett           | kiesett           | 9.       |

Női
| Versenyző        | Versenyszám | Selejtező | Selejtező | 64-es főtábla                    | 32-es főtábla     | Nyolcaddöntő      | Negyeddöntő       | Elődöntő          | Döntő             | Helyezés |
| Versenyző        | Versenyszám | Pont      | Kiemelt   | Ellenfél Eredmény                | Ellenfél Eredmény | Ellenfél Eredmény | Ellenfél Eredmény | Ellenfél Eredmény | Ellenfél Eredmény | Helyezés |
| ---------------- | ----------- | --------- | --------- | -------------------------------- | ----------------- | ----------------- | ----------------- | ----------------- | ----------------- | -------- |
| Hanna Karaszjova | Egyéni      | 588       | 62.       | Jun Midzsin (KOR) (3.) · 155-162 | kiesett           | kiesett           | kiesett           | kiesett           | kiesett           | 37.      |

## Kajak-kenu

### Síkvízi
Férfi
| Versenyző                                                              | Versenyszám         | Előfutam | Előfutam | Előfutam | Elődöntő | Elődöntő | Elődöntő | Döntő    | Döntő    |
| Versenyző                                                              | Versenyszám         | Idő      | Hely.    | Össz.    | Idő      | Hely.    | Össz.    | Idő      | Helyezés |
| ---------------------------------------------------------------------- | ------------------- | -------- | -------- | -------- | -------- | -------- | -------- | -------- | -------- |
| Raman Pjatrusenka Vadzim Mahnyev                                       | Kajak kettes 500 m  | 1:28,925 | 1.D      | 2.       |          |          |          | 1:27,996 |          |
| Raman Pjatrusenka Aljakszej Abalmaszav Dzjamjan Turcsin Vadzim Mahnyev | Kajak négyes 1000 m | 2:52,170 | 2.D      | 2.       |          |          |          | 3:02,419 | 6.       |
| Aljakszandr Zsukovszki                                                 | Kenu egyes 500 m    | 1:50,378 | 4.       | 8.       | 1:50,563 | 1.       | 2.       | 1:47,903 | 4.       |
| Aljakszandr Zsukovszki                                                 | Kenu egyes 1000 m   | 4:02,159 | 5.       | 15.      | 3:55,456 | 4.       | 7.       | kiesett  | kiesett  |
| Aljakszandr Kurljandcsik Andrej Bahdanovics                            | Kenu kettes 500 m   | 1:41,576 | 5.       | 9.       | 1:42,484 | 3.       | 3.       | 1:40,858 | 6.       |
| Aljakszandr Kurljandcsik Andrej Bahdanovics                            | Kenu kettes 1000 m  | 3:38,391 | 7.       | 12.      | 3:33,588 | 4.       | 4.       | kiesett  | kiesett  |

Női
| Versenyző                | Versenyszám        | Előfutam | Előfutam | Előfutam | Elődöntő | Elődöntő | Elődöntő | Döntő    | Döntő    |
| Versenyző                | Versenyszám        | Idő      | Hely.    | Össz.    | Idő      | Hely.    | Össz.    | Idő      | Helyezés |
| ------------------------ | ------------------ | -------- | -------- | -------- | -------- | -------- | -------- | -------- | -------- |
| Hanna Pucskova Alena Bec | Kajak kettes 500 m | 1:45,279 | 6.       | 12.      | 1:45,234 | 3.       | 3.       | 1:43,729 | 9.       |

## Kerékpározás

### Országúti kerékpározás
Férfi
| Versenyző         | Versenyszám   | Idő           | Helyezés      |
| ----------------- | ------------- | ------------- | ------------- |
| Aljakszandr Uszav | Mezőnyverseny | nem ért célba | nem ért célba |

Női
| Versenyző             | Versenyszám   | Idő             | Helyezés |
| --------------------- | ------------- | --------------- | -------- |
| Volha Gajeva          | Mezőnyverseny | 3:33:35 (+9:11) | 45.      |
| Zinaida Sztahurszkaja | Mezőnyverseny | 3:25:42 (+1:18) | 19.      |

### Pálya-kerékpározás
Sprintversenyek
| Versenyző            | Versenyszám       | Selejtező | Selejtező | 1. forduló                   | Vigaszág               | Vigaszág | 9–12. helyért          | 9–12. helyért | Negyeddöntő                                    | 5–8. helyért                                                                    | 5–8. helyért | Elődöntő             | Döntő                | Helyezés |
| Versenyző            | Versenyszám       | Idő       | Hely.     | Ellenfél Győztes idő         | Ellenfelek Győztes idő | Hely.    | Ellenfelek Győztes idő | Hely.         | Ellenfél Győztes idő                           | Ellenfelek Győztes idő                                                          | Hely.        | Ellenfél Győztes idő | Ellenfél Győztes idő | Helyezés |
| -------------------- | ----------------- | --------- | --------- | ---------------------------- | ---------------------- | -------- | ---------------------- | ------------- | ---------------------------------------------- | ------------------------------------------------------------------------------- | ------------ | -------------------- | -------------------- | -------- |
| Natallja Cilinszkaja | Női egyéni sprint | 11,364    | 2.        | Katrin Meinke (GER) · 11,846 |                        |          |                        |               | Szvetlana Grankovszkaja (RUS) · 11,945, 12,085 | Katrin Meinke (GER) · Simona Krupeckaitė (LTU) · Daniela Larreal (VEN) · 12,457 | 1.           |                      |                      | 5.       |

Üldözőversenyek
| Versenyző        | Versenyszám                | Selejtező | Selejtező | Elődöntő     | Elődöntő  | Elődöntő | Döntő        | Döntő     | Döntő    |
| Versenyző        | Versenyszám                | Idő       | Hely.     | Ellenfél Idő | Saját idő | Hely.    | Ellenfél Idő | Saját idő | Helyezés |
| ---------------- | -------------------------- | --------- | --------- | ------------ | --------- | -------- | ------------ | --------- | -------- |
| Vaszil Kirijenka | Férfi egyéni üldözőverseny | 4:29,005  | 13.       | kiesett      | kiesett   | kiesett  | kiesett      | kiesett   | kiesett  |

Időfutam
| Név                  | Versenyszám         | Idő    | Helyezés |
| -------------------- | ------------------- | ------ | -------- |
| Natallja Cilinszkaja | Női egyéni időfutam | 34,167 |          |

Pontversenyek
| Versenyző     | Versenyszám       | Pont | Helyezés |
| ------------- | ----------------- | ---- | -------- |
| Javhen Szobal | Férfi pontverseny | 24   | 12.      |

## Lovaglás
Díjlovaglás
| Versenyző  | Ló       | Versenyszám | 1. kör | 1. kör | 2. kör | 2. kör | 3. kör  | 3. kör  | Végeredmény | Végeredmény |
| Versenyző  | Ló       | Versenyszám | Pont   | Hely.  | Pont   | Hely.  | Pont    | Hely.   | Pont        | Helyezés    |
| ---------- | -------- | ----------- | ------ | ------ | ------ | ------ | ------- | ------- | ----------- | ----------- |
| Irina Lisz | Problesk | Egyéni      | 67,083 | 27.    | 66,522 | 24.    | kiesett | kiesett | kiesett     | kiesett     |

## Műugrás
Férfi
| Versenyző            | Versenyszám        | Selejtező | Selejtező | Elődöntő | Elődöntő | Döntő   | Döntő    |
| Versenyző            | Versenyszám        | Pont      | Helyezés  | Pont     | Helyezés | Pont    | Helyezés |
| -------------------- | ------------------ | --------- | --------- | -------- | -------- | ------- | -------- |
| Szjarhej Kucsmaszav  | Egyéni műugrás     | 377,61    | 25.       | kiesett  | kiesett  | kiesett | kiesett  |
| Aljakszandr Varlamav | Egyéni műugrás     | 357,09    | 30.       | kiesett  | kiesett  | kiesett | kiesett  |
| Aljakszandr Varlamav | Egyéni toronyugrás | 361,41    | 27.       | kiesett  | kiesett  | kiesett | kiesett  |
| Andrej Mamantav      | Egyéni toronyugrás | 338,55    | 30.       | kiesett  | kiesett  | kiesett | kiesett  |

## Ökölvívás
| Versenyző                | Versenyszám     | Selejtező                        | Nyolcaddöntő                    | Negyeddöntő                | Elődöntő                    | Döntő                        | Helyezés |
| Versenyző                | Versenyszám     | Ellenfél Eredmény                | Ellenfél Eredmény               | Ellenfél Eredmény          | Ellenfél Eredmény           | Ellenfél Eredmény            | Helyezés |
| ------------------------ | --------------- | -------------------------------- | ------------------------------- | -------------------------- | --------------------------- | ---------------------------- | -------- |
| Bata-Munka Vankejev      | Légsúly         | Juan Carlos Payano (DOM) · 18-26 | kiesett                         | kiesett                    | kiesett                     | kiesett                      | 17.      |
| Havazsi Hacihav          | Harmatsúly      | Juan Manuel López (PUR) · 27-19  | Voraphot Phetkhum (THA) · 18-33 | kiesett                    | kiesett                     | kiesett                      | 9.       |
| Mihail Bernadszki        | Pehelysúly      | Likar Ramos (COL) · 32-18        | Viorel Simion (ROU) · 13-38     | kiesett                    | kiesett                     | kiesett                      | 9.       |
| Mahamed Ariphadzsijev    | Félnehézsúly    | Ramiro Reducindo (MEX) · 29-10   | Edgar Muñoz (VEN) · 18-10       | Lej Jü-ping (CHN) · 27-18  | Ahmed Ismail (EGY) · 23-20  | Andre Ward (USA) · 13-20     |          |
| Viktar Zujev             | Nehézsúly       |                                  | Daniel Betti (ITA) · RSC        | Devin Vargas (USA) · 36-27 | Mohamed El-Sayed (EGY) · WO | Odlanier Solís (CUB) · 13-22 |          |
| Aljakszandr Apanaszjonak | Szupernehézsúly |                                  | Olekszij Mazikin (UKR) · 5-23   | kiesett                    | kiesett                     | kiesett                      | 9.       |

WO - ellenfél nélkül

RSC - a játékvezető megállította a mérkőzést

## Öttusa
| Versenyző            | Versenyszám | Lövészet | Lövészet | Lövészet | Vívás    | Vívás | Vívás | Úszás   | Úszás | Úszás | Lovaglás | Lovaglás | Lovaglás | Lovaglás | Futás    | Futás | Futás | Összesen    | Összesen |
| Versenyző            | Versenyszám | Pontszám | Pont     | Hely.    | Eredmény | Pont  | Hely. | Idő     | Pont  | Hely. | Idő      | Hibapont | Pont     | Hely.    | Idő      | Pont  | Hely. | Összes pont | Helyezés |
| -------------------- | ----------- | -------- | -------- | -------- | -------- | ----- | ----- | ------- | ----- | ----- | -------- | -------- | -------- | -------- | -------- | ----- | ----- | ----------- | -------- |
| Dzmitrij Meljah      | Férfi       | 186      | 1168     | 1.       | 11-20    | 692   | 30.   | 2:02,63 | 1332  | 5.    | 1:09,70  | 56       | 1144     | 4.       | 9:59,45  | 1004  | 15.   | 5340        | 5.       |
| Halina Baslakova     | Női         | 156      | 808      | 31.      | 14-17    | 776   | 19.*  | 2:26,02 | 1168  | 18.   | 1:14,01  | 28       | 1172     | 2.       | 11:15,25 | 1020  | 16.   | 4944        | 21.      |
| Taccjana Mazurkevics | Női         | 184      | 1144     | 2.       | 13-18    | 748   | 22.** | 2:27,64 | 1152  | 24.   | 1:27,99  | 80       | 1120     | 10.      | 11:06,21 | 1056  | 8.    | 5220        | 9.       |

* - két másik versenyzővel azonos eredményt ért el

** - három másik versenyzővel azonos eredményt ért el

## Sportlövészet
Férfi
| Versenyző           | Versenyszám           | Selejtező | Selejtező | Döntő   | Döntő    |
| Versenyző           | Versenyszám           | Pont      | Helyezés  | Pont    | Helyezés |
| ------------------- | --------------------- | --------- | --------- | ------- | -------- |
| Ihar Baszinszki     | Légpisztoly           | 580       | 11.*      | kiesett | kiesett  |
| Ihar Baszinszki     | Szabadpisztoly        | 554       | 15.**     | kiesett | kiesett  |
| Kansztancin Lukasik | Szabadpisztoly        | 539       | 37.       | kiesett | kiesett  |
| Kansztancin Lukasik | Légpisztoly           | 579       | 13.***    | kiesett | kiesett  |
| Vital Bubnovics     | Légpuska              | 590       | 24.****   | kiesett | kiesett  |
| Vital Bubnovics     | Sportpuska, összetett | 1144      | 33.*      | kiesett | kiesett  |
| Szjarhej Martinav   | Sportpuska, összetett | 1152      | 29.       | kiesett | kiesett  |
| Szjarhej Martinav   | Sportpuska, fekvő     | 596       | 4.*       | 701,6   |          |
| Jurij Scsarbacevics | Sportpuska, fekvő     | 591       | 24.*****  | kiesett | kiesett  |
| Andrej Kazak        | Futócéllövészet       | 575       | 7.**      | kiesett | kiesett  |
| Andrej Vasziljev    | Futócéllövészet       | 569       | 13.       | kiesett | kiesett  |

Női
| Versenyző        | Versenyszám   | Selejtező | Selejtező | Döntő   | Döntő    |
| Versenyző        | Versenyszám   | Pont      | Helyezés  | Pont    | Helyezés |
| ---------------- | ------------- | --------- | --------- | ------- | -------- |
| Julija Szinyak   | Légpisztoly   | 382       | 10.****   | kiesett | kiesett  |
| Julija Szinyak   | Sportpisztoly | 571       | 25.       | kiesett | kiesett  |
| Viktorija Csajka | Sportpisztoly | 565       | 32.*      | kiesett | kiesett  |
| Viktorija Csajka | Légpisztoly   | 380       | 16.****   | kiesett | kiesett  |

* - egy másik versenyzővel azonos eredményt ért el

** - két másik versenyzővel azonos eredményt ért el

*** - három másik versenyzővel azonos eredményt ért el

**** - négy másik versenyzővel azonos eredményt ért el

***** - hét másik versenyzővel azonos eredményt ért el

## Súlyemelés
Férfi
| Versenyző               | Versenyszám | Szakítás | Szakítás | Lökés    | Lökés    | Összesen | Helyezés |
| Versenyző               | Versenyszám | Eredmény | Helyezés | Eredmény | Helyezés | Összesen | Helyezés |
| ----------------------- | ----------- | -------- | -------- | -------- | -------- | -------- | -------- |
| Vital Dzerbjanov        | 56 kg       | 127,5    | 3.       | 152,5    | 6.       | 280,0    | 4.       |
| Szjarhej Lavrenav       | 69 kg       | 147,5    | 4.**     | 170,0    | 6.       | 317,5    | 6.       |
| Aljakszandr Anyiscsanka | 85 kg       | 170,0    | 5.       | 200,0    | 5.***    | 370,0    | 6.       |
| Andrej Ribakov          | 85 kg       | 180,0    | 1.       | 200,0    | 5.***    | 380,0    |          |
| Mihail Avdzejev         | 105 kg      | 185,0    | 8.**     | 215,0    | 9.**     | 400,0    | 9.       |

Női
| Versenyző            | Versenyszám | Szakítás | Szakítás | Lökés    | Lökés    | Összesen | Helyezés |
| Versenyző            | Versenyszám | Eredmény | Helyezés | Eredmény | Helyezés | Összesen | Helyezés |
| -------------------- | ----------- | -------- | -------- | -------- | -------- | -------- | -------- |
| Nasztasszja Novikava | 53 kg       | 87,5     | 3.*      | 102,5    | 5.*      | 190,0    | 5.       |
| Hanna Bacjuska       | 63 kg       | 115,0    | 1.       | 127,5    | 2.       | 242,5    |          |
| Taccjana Sztukalava  | 63 kg       | 100,0    | 3.       | 122,5    | 3.*      | 222,5    |          |

* - egy másik versenyzővel azonos eredményt ért el

** - két másik versenyzővel azonos eredményt ért el

*** - három másik versenyzővel azonos eredményt ért el

## Szinkronúszás
| Versenyző                                 | Versenyszám | Technikai gyakorlat | Technikai gyakorlat | Selejtező        | Selejtező        | Selejtező  | Selejtező  | Döntő            | Döntő            | Döntő      | Döntő      | Helyezés |
| Versenyző                                 | Versenyszám | Technikai gyakorlat | Technikai gyakorlat | Szabad gyakorlat | Szabad gyakorlat | Összesítés | Összesítés | Szabad gyakorlat | Szabad gyakorlat | Összesítés | Összesítés | Helyezés |
| Versenyző                                 | Versenyszám | Pont                | Hely.               | Pont             | Hely.            | Pont       | Hely.      | Pont             | Hely.            | Pont       | Hely.      | Helyezés |
| ----------------------------------------- | ----------- | ------------------- | ------------------- | ---------------- | ---------------- | ---------- | ---------- | ---------------- | ---------------- | ---------- | ---------- | -------- |
| Kriszcina Markavics Nasztasszja Ulaszenka | Páros       | 42,250              | 18.*                | 42,584           | 19.              | 84,834     | 19.        | kiesett          | kiesett          | kiesett    | kiesett    | 19.      |

* - egy másik párossal azonos eredményt értek el

## Tenisz
Férfi
| Versenyző                        | Versenyszám | 64-es főtábla                    | 32-es főtábla                                       | Nyolcaddöntő                                               | Negyeddöntő       | Elődöntő          | Bronz- mérkőzés   | Döntő             | Helyezés |
| Versenyző                        | Versenyszám | Ellenfél Eredmény                | Ellenfél Eredmény                                   | Ellenfél Eredmény                                          | Ellenfél Eredmény | Ellenfél Eredmény | Ellenfél Eredmény | Ellenfél Eredmény | Helyezés |
| -------------------------------- | ----------- | -------------------------------- | --------------------------------------------------- | ---------------------------------------------------------- | ----------------- | ----------------- | ----------------- | ----------------- | -------- |
| Makszim Mirni                    | Egyes       | Juan Chela (ARG) · 3-6, 7-6, 6-4 | Jarkko Nieminen (FIN) · 6-3, 6-4                    | Mardy Fish (USA) · 3-6, 6-4, 1-6                           | kiesett           | kiesett           | kiesett           | kiesett           | 9.       |
| Uladzimir Valcskov               | Egyes       | Nicolas Kiefer (GER) · 2-6, 4-6  | kiesett                                             | kiesett                                                    | kiesett           | kiesett           | kiesett           | kiesett           | 33.      |
| Makszim Mirni Uladzimir Valcskov | Páros       |                                  | Marokkó (MAR) · Hisám Arázi · Júnesz el-Ajnávi · WO | Egyesült Államok (USA) · Bob Bryan · Mike Bryan · 3-6, 3-6 | kiesett           | kiesett           | kiesett           | kiesett           | 9.       |

WO - ellenfél nélkül

## Torna
Férfi
| Versenyző           | Versenyszám      | Selejtező | Selejtező | Döntő    | Döntő    |
| Versenyző           | Versenyszám      | Pontszám  | Helyezés  | Pontszám | Helyezés |
| ------------------- | ---------------- | --------- | --------- | -------- | -------- |
| Ivan Ivankov        | Korlát           | 9,762     | 4.        | 9,762    | 4.       |
| Ivan Ivankov        | Nyújtó           | 9,700     | 17.       | kiesett  | kiesett  |
| Ivan Ivankov        | Gyűrű            | 9,700     | 13.       | kiesett  | kiesett  |
| Ivan Ivankov        | Lólengés         | 9,675     | 15.       | kiesett  | kiesett  |
| Ivan Ivankov        | Egyéni összetett | 38,837    | 65.       | kiesett  | kiesett  |
| Dzjanyisz Szavenkov | Talaj            | 9,512     | 28.       | kiesett  | kiesett  |
| Dzjanyisz Szavenkov | Ugrás            | 9,500     |           | kiesett  | kiesett  |
| Dzjanyisz Szavenkov | Korlát           | 8,875     | 66.       | kiesett  | kiesett  |
| Dzjanyisz Szavenkov | Nyújtó           | 7,300     | 79.       | kiesett  | kiesett  |
| Dzjanyisz Szavenkov | Gyűrű            | 9,637     | 25.       | kiesett  | kiesett  |
| Dzjanyisz Szavenkov | Lólengés         | 8,800     | 66.       | kiesett  | kiesett  |
| Dzjanyisz Szavenkov | Egyéni összetett | 53,624    | 42.       | kiesett  | kiesett  |

Női
| Versenyző         | Versenyszám      | Selejtező | Selejtező | Döntő    | Döntő    |
| Versenyző         | Versenyszám      | Pontszám  | Helyezés  | Pontszám | Helyezés |
| ----------------- | ---------------- | --------- | --------- | -------- | -------- |
| Julija Taraszenka | Talaj            | 8,537     | 68.       | kiesett  | kiesett  |
| Julija Taraszenka | Ugrás            | 8,987     |           | kiesett  | kiesett  |
| Julija Taraszenka | Felemás korlát   | 7,925     | 83.       | kiesett  | kiesett  |
| Julija Taraszenka | Gerenda          | 7,837     | 80.       | kiesett  | kiesett  |
| Julija Taraszenka | Egyéni összetett | 33,286    | 59.       | kiesett  | kiesett  |

### Ritmikus gimnasztika
| Versenyző           | Versenyszám | Selejtező | Selejtező | Selejtező | Selejtező | Selejtező | Selejtező | Selejtező | Selejtező | Selejtező | Selejtező | Döntő  | Döntő  | Döntő  | Döntő | Döntő    | Döntő    | Döntő  | Döntő  | Döntő    | Döntő    | Helyezés |
| Versenyző           | Versenyszám | Karika    | Karika    | Labda     | Labda     | Buzogány  | Buzogány  | Szalag    | Szalag    | Összesen  | Összesen  | Karika | Karika | Labda  | Labda | Buzogány | Buzogány | Szalag | Szalag | Összesen | Összesen | Helyezés |
| Versenyző           | Versenyszám | Pont      | Hely.     | Pont      | Hely.     | Pont      | Hely.     | Pont      | Hely.     | Pont      | Hely.     | Pont   | Hely.  | Pont   | Hely. | Pont     | Hely.    | Pont   | Hely.  | Pont     | Hely.    | Helyezés |
| ------------------- | ----------- | --------- | --------- | --------- | --------- | --------- | --------- | --------- | --------- | --------- | --------- | ------ | ------ | ------ | ----- | -------- | -------- | ------ | ------ | -------- | -------- | -------- |
| Szvjatlana Rudalava | Egyéni      | 23,925    | 12.*      | 24,600    | 9.        | 24,350    | 10.       | 23,050    | 13.       | 95,925    | 10.       | 24,700 | 9.     | 25,000 | 8.*   | 24,125   | 9.       | 23,450 | 9.     | 97,275   | 10.      | 10.      |
| Ina Zsukava         | Egyéni      | 24,575    | 10.       | 24,200    | 12.       | 25,100    | 6.        | 24,700    | 6.        | 98,575    | 8.        | 25,000 | 8.     | 25,300 | 7.    | 25,200   | 7.       | 25,075 | 6.     | 100,575  | 7.       | 7.       |

| Versenyző | Versenyszám | Selejtező | Selejtező | Selejtező           | Selejtező           | Selejtező | Selejtező | Döntő   | Döntő   | Döntő               | Döntő               | Döntő    | Döntő    | Helyezés |
| Versenyző | Versenyszám | 5 kötél   | 5 kötél   | 3 karika és 2 labda | 3 karika és 2 labda | Összesen  | Összesen  | 5 kötél | 5 kötél | 3 karika és 2 labda | 3 karika és 2 labda | Összesen | Összesen | Helyezés |
| Versenyző | Versenyszám | Pont      | Hely.     | Pont                | Hely.               | Pont      | Hely.     | Pont    | Hely.   | Pont                | Hely.               | Pont     | Hely.    | Helyezés |
| --- | ----------- | --------- | --------- | ------------------- | ------------------- | --------- | --------- | ------- | ------- | ------------------- | ------------------- | -------- | -------- | -------- |
| Natallja Aljakszandrava Jevhena Burljov Hlafira Marcinovics Zlaciszlava Nyerszjaszjan Halina Nyikandrava Marija Popliko | Csapat      | 23,200    | 2.        | 22,500              | 9.                  | 45,700    | 6.        | 23,500  | 3.      | 24,500              | 4.                  | 48,000   | 4.       | 4.       |

* - egy másik versenyzővel azonos eredményt ért el

### Trambulin
| Versenyző          | Versenyszám | Selejtező | Selejtező | Döntő    | Döntő    |
| Versenyző          | Versenyszám | Pontszám  | Helyezés  | Pontszám | Helyezés |
| ------------------ | ----------- | --------- | --------- | -------- | -------- |
| Mikalaj Kazak      | Férfi       | 52,8      | 14.       | kiesett  | kiesett  |
| Dzmitrij Paljarus  | Férfi       | 67,8      | 5.        | 40,2     | 4.       |
| Taccjana Pjatrenya | Női         | 32,9      | 16.       | kiesett  | kiesett  |

## Úszás
Férfi
| Versenyző                  | Versenyszám    | Előfutam | Előfutam | Előfutam | Elődöntő | Elődöntő | Elődöntő | Döntő   | Döntő    |
| Versenyző                  | Versenyszám    | Idő      | Hely.    | Össz.    | Idő      | Hely.    | Össz.    | Idő     | Helyezés |
| -------------------------- | -------------- | -------- | -------- | -------- | -------- | -------- | -------- | ------- | -------- |
| Sztanyiszlav Nyevjarovszki | 50 m gyors     | 23,13    | 2.       | 33.      | kiesett  | kiesett  | kiesett  | kiesett | kiesett  |
| Sztanyiszlav Nyevjarovszki | 100 m gyors    | 50,36    | 3.       | 29.      | kiesett  | kiesett  | kiesett  | kiesett | kiesett  |
| Jahor Szalobutov           | 200 m gyors    | 1:53,03  | 5.       | 37.      | kiesett  | kiesett  | kiesett  | kiesett | kiesett  |
| Pavel Lahun                | 100 m pillangó | 53,87    | 5.       | 26.      | kiesett  | kiesett  | kiesett  | kiesett | kiesett  |

Női
| Versenyző                                                        | Versenyszám          | Előfutam | Előfutam | Előfutam | Elődöntő | Elődöntő | Elődöntő | Döntő   | Döntő    |
| Versenyző                                                        | Versenyszám          | Idő      | Hely.    | Össz.    | Idő      | Hely.    | Össz.    | Idő     | Helyezés |
| ---------------------------------------------------------------- | -------------------- | -------- | -------- | -------- | -------- | -------- | -------- | ------- | -------- |
| Szvjatlana Hahlova                                               | 50 m gyors           | 25,24    | 3.       | 4.       | 25,47    | 8.       | 15.      | kiesett | kiesett  |
| Szvjatlana Hahlova                                               | 100 m hát            | 1:03,25  | 3.       | 25.      | kiesett  | kiesett  | kiesett  | kiesett | kiesett  |
| Hanna Scserba                                                    | 200 m vegyes         | 2:14,59  | 1.       | 5.       | 2:14,92  | 5.       | 9.       | kiesett | kiesett  |
| Hanna Scserba                                                    | 100 m gyors          | 56,01    | 1.       | 15.*     | 55,67    | 7.       | 13.      | kiesett | kiesett  |
| Alena Popcsanka                                                  | 100 m gyors          | 55,49    | 3.       | 10.      | 54,97    | 2.       | 6.       | 55,24   | 8.       |
| Alena Popcsanka                                                  | 200 m gyors          | 2:00,67  | 4.       | 12.      | 1:59,87  | 5.       | 11.      | kiesett | kiesett  |
| Alena Popcsanka                                                  | 100 m pillangó       | 59,77    | 4.       | 14.      | 58,97    | 4.       | 7.       | 59,06   | 7.       |
| Ina Kapisina                                                     | 100 m mell           | 1:10,66  | 1.       | 18.      | kiesett  | kiesett  | kiesett  | kiesett | kiesett  |
| Ina Kapisina                                                     | 200 m mell           | 2:31,26  | 6.       | 15.      | kizárták | kizárták | kizárták | kiesett | kiesett  |
| Szvjatlana Hahlova Irina Njafjodava Hanna Scserba Marija Scserba | 4 × 100 m gyorsváltó | 3:45,38  | 5.*      | 11.*     |          |          |          | kiesett | kiesett  |

* - egy másik versenyzővel/váltóval azonos időt ért el

## Vitorlázás
Női
| Versenyző              | Versenyszám | Futam | Futam | Futam | Futam | Futam | Futam | Futam | Futam | Futam | Futam | Futam | Pontszám | Helyezés |
| Versenyző              | Versenyszám | 1     | 2     | 3     | 4     | 5     | 6     | 7     | 8     | 9     | 10    | 11    | Pontszám | Helyezés |
| ---------------------- | ----------- | ----- | ----- | ----- | ----- | ----- | ----- | ----- | ----- | ----- | ----- | ----- | -------- | -------- |
| Taccjana Drazdovszkaja | Europe      | 22    | 19    | 19    | 26    | 21    | 5     | 7     | 7     | 20    | 17    | 15    | 152      | 20.      |

## Vívás
Férfi
| Versenyző        | Versenyszám  | Selejtező         | 32-es főtábla          | Nyolcaddöntő                      | Negyeddöntő                          | Elődöntő                  | Bronz- mérkőzés                  | Döntő             | Helyezés |
| Versenyző        | Versenyszám  | Ellenfél Eredmény | Ellenfél Eredmény      | Ellenfél Eredmény                 | Ellenfél Eredmény                    | Ellenfél Eredmény         | Ellenfél Eredmény                | Ellenfél Eredmény | Helyezés |
| ---------------- | ------------ | ----------------- | ---------------------- | --------------------------------- | ------------------------------------ | ------------------------- | -------------------------------- | ----------------- | -------- |
| Dzmitrij Lapkesz | Kard, egyéni |                   | Csen Feng (CHN) · 15-9 | Volodimir Kaljuzsnij (UKR) · 15-9 | Sztanyiszlav Pozdnyakov (RUS) · 15-9 | Aldo Montano (ITA) · 6-15 | Vladiszlav Tretyak (UKR) · 11-15 |                   | 4.       |

Női
| Versenyző       | Versenyszám | 32-es főtábla                 | Nyolcaddöntő      | Negyeddöntő       | Elődöntő          | Bronz- mérkőzés   | Döntő             | Helyezés |
| Versenyző       | Versenyszám | Ellenfél Eredmény             | Ellenfél Eredmény | Ellenfél Eredmény | Ellenfél Eredmény | Ellenfél Eredmény | Ellenfél Eredmény | Helyezés |
| --------------- | ----------- | ----------------------------- | ----------------- | ----------------- | ----------------- | ----------------- | ----------------- | -------- |
| Vita Szilcsanka | Tőr, egyéni | Adeline Wuillème (FRA) · 4-15 | kiesett           | kiesett           | kiesett           | kiesett           | kiesett           | 24.      |